# 1994 HD
1994 HD är en asteroid i huvudbältet som upptäcktes den 17 april 1994 av den australiensiske astronomen Robert H. McNaught vid Siding Spring-observatoriet.